# Michael McGowan
Michael McGowan (14 de abril de 1966. Toronto, Canadá) en un director, productor y guionista de cine canadiense. Ha escrito y dirigido películas como En busca de un milagro y Una semana.

## Biografía
McGowan se graduó de la Universidad de Carolina del Norte con un BA en Inglés. De regreso a Toronto se convirtió en un periodista y escribió para publicaciones como Toronto Life y The Globe and Mail.
A continuación, se unió a la industria de la televisión, ayudando a crear la serie infantil en stop-motion las aventuras de Henry, y luego escribió y dirigió la película en busca de un milagro en 2004, que ganó el Outstanding Achievement en la concesión de Dirección del Sindicato de Directores de Canadá y el Gremio de Escritores de Canadá premio a la Mejor Película.
Su película A Hockey Musical fue elegida para abrir el 35° Festival Internacional de Cine de Toronto en 2010.

## Filmografía
- Quédate conmigo (2012)
- Score:A hockey musical[2] (2010)
- Mis vacaciones con Derek (2010) (TV)
- One week[1] (2008)
- Left coast (2008) (TV)
- En busca de un milagro (2004)
- Las aventuras de Henry (2003)
- My dog Vincent[1] (1998)
- Between (2015-2016)

## Televisión
- The Unprofessionals (2001)